# Djillali Kaddari
Djillali Kaddari, né le 2 juin 1914 à Tiaret (Algérie) et décédé le 16 février 1962 dans la même ville, est un homme politique français.